# WASP-12 b
WASP-12 b — экзопланета, открытая проектом по поиску экзопланет методом транзитов SuperWASP на орбите у звезды WASP-12. Об открытии было объявлено 1 апреля 2008 года. Радиус планеты приблизительно в 1,74 раза превышает радиус Юпитера.
Планета является одной из самых горячих транзитных планет, с температурой примерно 1500 градусов Цельсия, и одной из самых близких — расстояние до своей звезды менее 0,03 а.е. Год на планете длится всего один земной день.

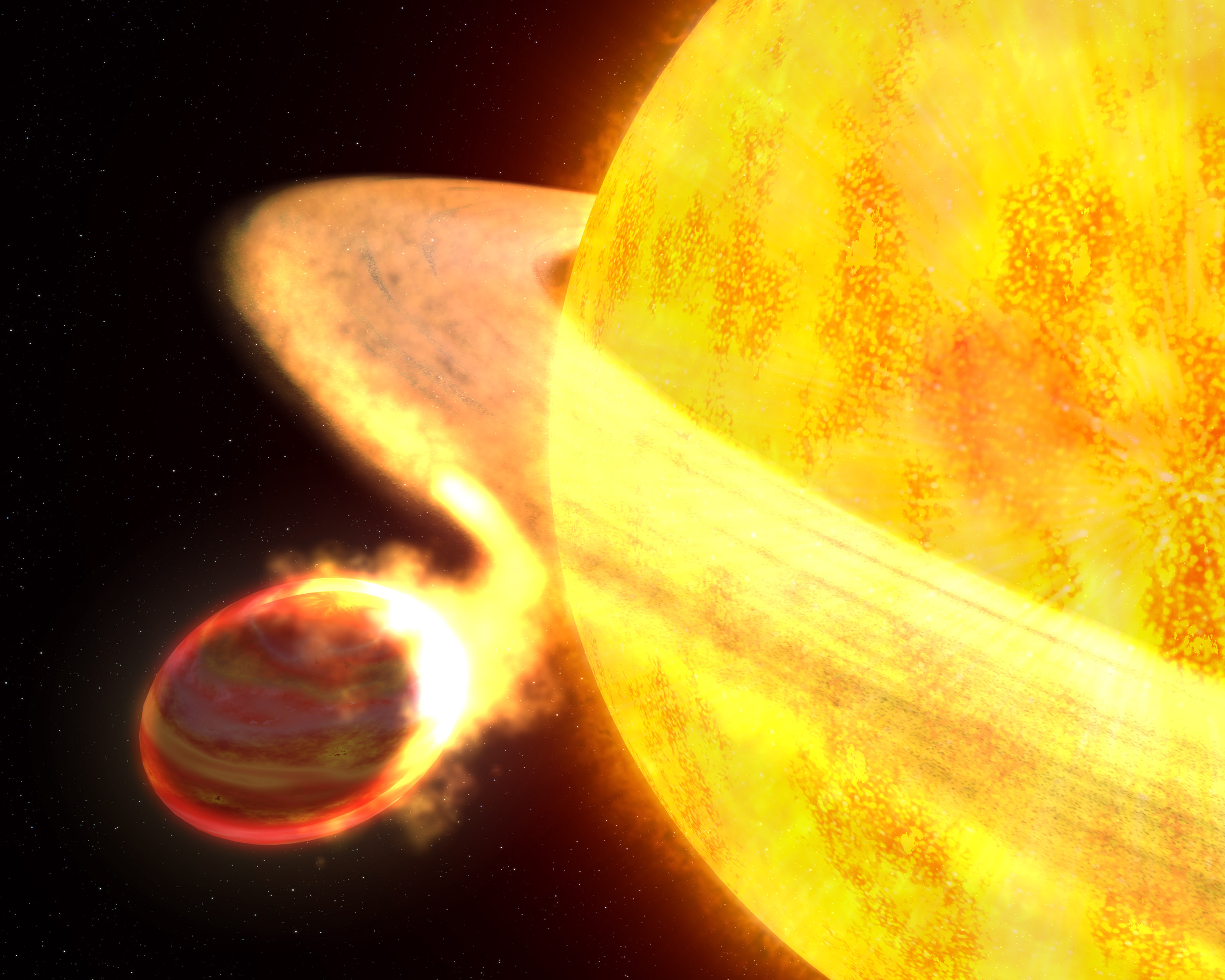
Звезда WASP-12 поглощает планету WASP-12b (в представлении художника)

По данным, полученным Спектрографом космического происхождения (COS), установленном на «Хаббле», было обнаружено что эта планета обменивается материей со своей звездой. Такое явление обычно свойственно для тесных двойных звёзд, однако для планет было обнаружено впервые. Планета поглощается своей звездой, и, вероятно полностью разрушится за 10 млн лет. Подобный сценарий ожидается (и наблюдается) для сверхмассивных планет типа HD 209458 или сверхпланет-коричневых карликов типа WD 0137-349.
В 2013 году астрономам при помощи космического телескопа «Хаблл» удалось найти в атмосфере планеты признаки водяного пара.
Поверхность WASP-12 b очень тёмная. По наблюдениям покрытия планеты её звездой, выполненным телескопом «Хаббл» 19 октября 2016, удалось установить лишь верхний предел геометрического альбедо планеты (в интервале длин волн 290–570 нм). Он составляет 6,4 %, что вдвое меньше, чем у Луны и почти вшестеро меньше, чем у Земли.

## Спутники
Возможно, у планеты есть спутник — WASP-12 b 1. Его радиус оценивают в 6,4 радиуса Земли (0,57 радиуса Юпитера), то есть всего в 3 раза меньше радиуса самой планеты.